# Tratto di corda

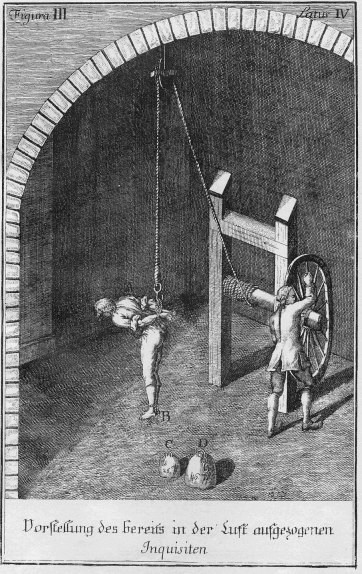
Tratti di corda illustrati nella Constitutio Criminalis Theresiana del 1768

Il tratto di corda è un sistema di tortura e una pena corporale in uso fino all'Ottocento; lo stesso termine "tortura" deriva appunto dalla pratica diffusa di torsione delle braccia quale mezzo di tortura.

## Descrizione
Di uso diffuso, data la semplicità della procedura, consisteva nel legare con una lunga corda i polsi del reo dietro la schiena e poi nell'issare il corpo per mezzo di una carrucola. Il peso del corpo veniva così a gravare tutto sulle giunture delle spalle. Per aggravarne gli effetti, la corda poteva essere allentata di colpo per un certo tratto e bloccata; la gravità sul peso del corpo provocava uno strappo ai muscoli e la slogatura delle braccia all'altezza dell'articolazione delle spalle. Per aumentare ulteriormente l'efficacia della tortura, ai piedi della vittima potevano essere legati dei pesi; generalmente la conseguenza del trattamento comportava storpiatura a vita.
Giuseppe Gioacchino Belli commenta così gli effetti della corda nel sonetto 1733 Lo spazzetto della corda ar corso (Roma 12 novembre 1835):

## Utilizzo
Era un mezzo di tortura largamente utilizzato dalla cosiddetta giustizia secolare, spesso con l'aggiunta di pesi applicata ai piedi della vittima e subitanee cadute, dette squassi, con arresto della vittima vicino al pavimento che ne aumentavano il dolore; al contrario l'Inquisizione romana, che utilizzava la tortura della corda poiché la Chiesa voleva evitare lo spargimento di sangue, non utilizzava questi aggravi di pena durante i suoi processi, limitandosi alla sola sospensione..
A Milano, l'arcivescovo san Carlo Borromeo, per ridurre gli eccessi a carattere pagano del carnevale, tra le pene da comminare ai trasgressori dispose due tratti di corda per chi trasgrediva durante le festività religiose e tre tratti di corda ai trasgressori che avessero indossato abiti a carattere religioso o ecclesiastico.
L'Editto sopra gli Ebrei di papa Pio VI comminava tre tratti di corda in pubblico agli ebrei del ghetto di Roma che avessero ospitato in «Casa, Abitazione, o Bottega alcun Neofito, o Catecumeno, tanto maschio, che femmina, benché fosse in primo grado di consanguinità, o affinità congiunto» (punto XV), per quelli che avesse fatto «traffico, Negozio, banco o Società coi Neofiti, o Catecumeni» (punto XXVI), e a quelli che avessero lavorato nei «giorni festivi di precetto commandati dalla Chiesa, se non a porte chiuse, ed in niuna maniera fuori di Ghetto» (punto XXXIII), ad ebrei o cristiani «che abbiano servito di Cocchiere, o di Vetturino agli Ebrei, fuorché in caso [...] di viaggio» (punto XXXV), agli ebrei maschi che abbiano violato il divieto di pernottare fuori dal ghetto (alle donne invece la pena era convertita alla frusta) (punto XXXVI), agli ebrei maschi che avessero trasgredito il divieto di entrare «ne' Parlatori de' Monasterj di Monache, né de' Conservatorj, né parlare con alcuna Persona in tali luoghi esistente, e nemmeno entrare nelle Chiese, Oratorj sagri, e Spedali» (pena era convertita alla frusta per le donne) (punto XXXIX).

## Supplizi famosi
Durante i processi del 1498 ai danni di Girolamo Savonarola, il frate venne torturato in svariati modi. Fra questi, il ricorso alla corda. .
Nel 1513 Nicolò Machiavelli fu arrestato e sottoposto alla tortura in quanto sospettato di aver preso parte alla congiura contro il cardinale Giovanni de' Medici. 
Nel 1566, per la violazione di un divieto di qualsiasi rapporto tra Milano e i Grigioni emanato dal duca di Alburquerque nel corso della campagna contro le eresie durante il regno di Filippo II, Vincenzo Pestalozzi mercante valtellinese, fu arrestato e processato da padre Angelo da Cremona, fatto abiurare dopo interrogatori con tratti di corda.
Nel 1620 fu sottoposto alla tortura del tratto di corda san Giovanni Sarkander, un martire che non volle rivelare il segreto della Confessione. Per la tortura si utilizzò una variante diffusa nella regione: la vittima sospesa era ustionata con torce. Morì in capo a un mese. Sul luogo della tortura, a Olomouc, è stata eretta una cappella, dove si conserva lo strumento di tortura originale.
Questo supplizio fu usato anche nell'interrogatorio del borgomastro di Bamberga Johannes Junius, accusato di stregoneria nel 1628. Gli furono dati otto tratti di corda: dopo una settimana, sebbene si dichiarasse innocente, scelse di confessare i delitti per cui era accusato.
Nel film L'ultimo inquisitore, diretto dal regista Miloš Forman, e nel film Gostanza da Libbiano, diretto dal regista Paolo Benvenuti, viene mostrato più volte l'uso del tratto di corda quale strumento di tortura.